# Dawid Janczyk
Dawid Janczyk (ur. 23 września 1987 w Nowym Sączu) – polski piłkarz, występujący na pozycji napastnika. Pięciokrotny reprezentant Polski. 
Jest wychowankiem Sandecji Nowy Sącz. Latem 2005 roku trafił do Legii Warszawa. Dwa lata później został zawodnikiem CSKA Moskwa, skąd był wypożyczany kolejno do KSC Lokeren, Germinalu Beerschot, Korony Kielce oraz FK Ołeksandrija. Po powrocie do Polski występował w Piaście Gliwice oraz Sandecji Nowy Sącz, później dołączając do klubów występujących w niższych klasach rozgrywkowych.

## Kariera klubowa

### Początki kariery
Jesienią 1997 roku, podczas jednego z międzyszkolnych turniejów piłkarskich, 10-letni wówczas Janczyk został wypatrzony przez Janusza Pawlika, jednego z trenerów grup młodzieżowych Sandecji Nowy Sącz, który zaproponował piłkarzowi dołączenie do prowadzonej przez siebie drużyny. Przez sześć kolejnych lat Janczyk występował w kolejnych zespołach juniorskich i młodzieżowych, zdobywając m.in. hat-tricka w spotkaniu z Wisłą Kraków, ówczesnym liderem małopolskiej grupy ligi juniorów. W styczniu 2004 roku podjęto decyzję o włączeniu Janczyka w skład występującego w klasie okręgowej zespołu rezerw, gdzie występował przez jedną rundę. W lipcu 2004 roku przesunięto go do kadry pierwszej drużyn, która grała wtedy w III lidze. Debiut w pierwszym zespole zaliczył 30 października 2004 roku w wygranym 2:1 meczu z Hutnikiem Kraków. W kwietniu 2005 roku Janczyk udał się na kilkudniowe testy do angielskiej Chelsea. 7 maja 2005 roku w spotkaniu z Tłokami Gorzyce zanotował swoje premierowe trafienie w barwach klubu. Sandecja zakończyła sezon 2004/05 na miejscu 11., zaś Janczyk w trakcie całych rozgrywek zdobył dwie bramki.

### Legia Warszawa
W lipcu 2005 roku Janczyk został zawodnikiem Legii Warszawa, z którą podpisał trzyletni kontrakt. 12 lipca 2005 roku rozegrał pierwsze spotkanie w barwach klubu, podczas którego Legia wygrała 2:1 z Bayerem 04 Leverkusen. 24 lipca roku oficjalnie zadebiutował podczas zremisowanego 0:0 meczu ligowego przeciwko Arce Gdynia, gdy w 73. minucie zmienił na boisku Marcina Klatta. 26 października w wygranym 2:0 rewanżowym spotkaniu II rundy Pucharu Polski przeciwko KSZO Ostrowiec Świętokrzyski zdobył pierwszą bramkę dla Legii, zaś 18 listopada w wygranym 3:2 meczu z Górnikiem Zabrze strzelił pierwszego gola w Ekstraklasie. W sezonie 2005/06 sięgnął z klubem po mistrzostwo Polski.

### CSKA Moskwa i kolejne wypożyczenia
10 lipca 2007 roku poinformowano, że Legia ustaliła warunki transferu Janczyka do rosyjskiego CSKA Moskwa, który to klub zobowiązał się zapłacić 4,2 miliona euro. 16 lipca Janczyk oficjalnie podpisał z CSKA pięcioletni kontrakt. 22 lipca zadebiutował w nowym zespole podczas wygranego 2:1 spotkania ligowego z Lokomotiwem Moskwa, gdy w 83. minucie zastąpił na boisku Jurija Żyrkowa. 8 sierpnia w wygranym 2:0 meczu Pucharu Rosji z FK Chimki Janczyk zdobył swoją premierową bramkę dla CSKA. 2 września w meczu derbowym ze Spartakiem Moskwa zdobył pierwszego gola w lidze, który dał klubowi remis 1:1.
Pod koniec grudnia 2008 roku Janczyk został na pół roku wypożyczony do belgijskiego Lokeren. Z powodu kontuzji oraz problemów formalnych zadebiutował dopiero 14 lutego, w wygranym 2:1 spotkaniu z Roeselare, podczas którego zdobył także swoją pierwszą bramkę. Piłkarz pozostał w Lokeren aż do końca 2009 roku i miał jeszcze przedłużyć swój pobyt w klubie, jednak w styczniu 2010 roku zdecydował się ostatecznie przenieść, także na zasadzie wypożyczenia, do Germinalu Beerschot. Dwa tygodnie później Janczyk rozegrał pierwszy mecz w nowych barwach, zaś Germinal przegrał 0:5 z Anderlechtem, zaś 7 lutego w zremisowanym 1:1 meczu z Westerlo zanotował premierowe trafienie. W listopadzie był testowany przez katarskie Al-Gharafa. Pod koniec lutego 2011 roku ponownie zmienił klub, tym razem decydując się na powrót do ojczyzny, gdzie związał się rocznym wypożyczeniem z Koroną Kielce. W rundzie wiosennej sezonu 2010/11 rozegrał jednak tylko sześć spotkań, nie zdobywając przy tym żadnej bramki, dlatego też w sierpniu Janczyk rozstał się z klubem. W lipcu odbył testy w izraelskim Hapoelu Beer Szewa, jednak pod koniec sierpnia CSKA wypożyczyło go na dziewięć miesięcy do ukraińskiego FK Ołeksandrija. Po zakończeniu 2011 roku odszedł z klubu.
Od początku 2012 roku Janczyk rozpoczął poszukiwania nowego klubu. Najpierw w lutym odbył testy w irlandzkim Limerick, zaś w sierpniu trenował z greckim Panioniosem. Nadal obowiązywał go kontrakt z CSKA ważny do końca 2013 roku, Janczyk nie miał jednak zamiaru wracać do Moskwy. Pojawiły się także doniesienia o problemach piłkarza z alkoholem, które sam zawodnik jednak dementował.
W połowie stycznia 2014 roku szkoleniowiec rezerw Legii Warszawa, Jacek Magiera, poinformował, że Janczyk rozpoczął treningi z prowadzonym przez niego zespołem.

### Piast Gliwice
22 lipca 2014 roku Janczyk podpisał półroczny kontrakt z Piastem Gliwice. Wcześniej przebywał w klubie przez dłuższy czas, starając przekonać do siebie sztab szkoleniowy, który zagwarantował sobie możliwość przedłużenia umowy. Dzień później Piast poinformował, że po negocjacjach podjęto decyzję o przedłużeniu kontraktu do roku. Początkowo Janczyk występował jednak tylko w spotkaniach trzecioligowych rezerw. 18 października 2014 roku oficjalnie zadebiutował w barwach pierwszej drużyny podczas przegranego 0:3 spotkania ze Śląskiem Wrocław, zmieniając w 78. minucie Rubéna Jurado. 29 października 2014 roku podczas wygranego 5:0 meczu 1/8 finału Pucharu Polski z GKS-em Bełchatów Janczyk znalazł się w wyjściowym składzie Piasta, a także strzelił dwie bramki. 2 kwietnia 2015 roku umowa Janczyka z Piastem została rozwiązana na prośbę samego piłkarza.

### Powrót do Sandecji
Pod koniec lutego 2016 roku Janczyk po 11 latach powrócił do Sandecji Nowy Sącz. 26 marca 2016, wchodząc z ławki rezerwowych podczas wygranego 4:0, meczu I ligi, z Zawiszą Bydgoszcz, zanotował swój premierowy występ po powrocie do klubu. 29 maja 2016, w spotkaniu z Olimpią Grudziądz (2:3), po raz pierwszy wyszedł w podstawowym składzie Sandecji i strzelił bramkę. Miejsce w składzie, utrzymał także, na kolejny, ostatni w sezonie, mecz z Rozwojem Katowice. Janczyk grał wówczas przez 54 minuty i swoim golem, zapewnił Sandecji zwycięstwo 1:0. W nowym sezonie wystąpił tylko trzykrotnie, a po tym jak piłkarz nie pojawił się w klubie przez tydzień, nie dając znaku życia, postanowiono rozwiązać z nim kontrakt.

### KTS Weszło
We wrześniu 2018 roku dołączył do występującego w klasie B klubu KTS Weszło.

### Odra Wodzisław
Po ponad półtorarocznej przerwie spowodowanej problemami z alkoholem, które opisał w książce „Moja Spowiedź”, w październiku 2018 Janczyk podpisał kontrakt z V-ligową Odrą Wodzisław Śląski. Działacze wodzisławskiego klubu z trenerami postanowili pomóc powrócić zawodnikowi do gry w ramach realizowanej odbudowy i powrotu klubu do wyższej klasy rozgrywkowej w myśl hasła: Wracamy do gry. W piątek, 19 kwietnia 2019 zarząd klubu i sztab szkoleniowy Odry Wodzisław poinformował, iż Dawid Janczyk po pobycie w domu nie pojawił się od poniedziałku w klubie. W związku z zaistniałą sytuacją klub kończy współpracę z Dawidem Janczykiem. Piłkarz zagrał w pięciu meczach Odry w lidze okręgowej. Za każdym razem wchodził z ławki rezerwowych, zdobył dwa gole. 

### Późniejsza kariera
Po odejściu z Odry, Janczyk zaliczył krótkie pobyty w: FC Blaubeuren, MKS Ciechanów, LZS Piotrówka, Koronie Wilkowice i Górniku Mysłowice. 10 sierpnia 2022 dołączył do występującego w klasie okręgowej województwa kujawsko-pomorskiego klubu Sadownik Waganiec. Swoje debiutanckie trafienie dla Sadownika zaliczył w przegranym meczu 1:5 z Łokietkiem Brześć Kujawski 13 sierpnia 2022 roku. Pobyt w Wagańcu zakończył na 9 meczach i 3 golach w rundzie jesiennej, w rundzie wiosennej sezonu 2022/2023 występował już w GKS Raciborowice w Klasie A.

## Kariera reprezentacyjna
25 kwietnia 2005 roku Janczyk zadebiutował w kadrze do lat 18 podczas zremisowanego 0:0 spotkania z Belgią, rozegranego w ramach towarzyskiego turnieju Slovakia Cup. Dzień później w przegranym 1:2 meczu z Izraelem zanotował swoje premierowe trafienie.
W marcu 2006 roku ówczesny selekcjoner Paweł Janas zdecydował się powołać Janczyka na zgrupowanie kadry A przed towarzyskim spotkaniem z Arabią Saudyjską, ostatecznie jednak piłkarz został wyeliminowany przez kontuzję. Z tego samego powodu ominęło go również powołanie na rozgrywane w Niemczech Mistrzostwa Świata 2006, bowiem, jak Janas przyznał później w wywiadach, w przypadku pełnej sprawności fizycznej Janczyk miał na turniej pojechać.
W 2006 roku wraz z reprezentacją do lat 19 wziął udział w młodzieżowych Mistrzostwach Europy, podczas których wystąpił we wszystkich trzech spotkaniach, m.in. zdobywając hat-tricka w meczu z Belgią. Rok później znalazł się w składzie kadry do lat 20 powołanej na młodzieżowe Mistrzostw Świata w Kanadzie. Podczas turnieju dotarł z reprezentacją do 1/8 finału, zdobywając przy tym trzy bramki, dzięki czemu znalazł się w gronie nominowanych do tytułu najlepszego zawodnika całych mistrzostw.
W marcu 2008 roku Janczyk ponownie otrzymał powołanie do pierwszej reprezentacji. Ówczesny selekcjoner Leo Beenhakker zdecydował się powołać go na towarzyskie spotkanie ze Stanami Zjednoczonymi, jednak tym razem z udziału ze zgrupowania wykluczył go mecz kadry U-21 z Anglią. W maju 2008 roku Janczyk znalazł się na liście rezerwowej kadry powołanej na Mistrzostwa Europy w Austrii i Szwajcarii.
W kadrze A zadebiutował oficjalnie 14 grudnia 2008 roku podczas wygranego 1:0 towarzyskiego meczu z Serbią. Ostatni mecz w reprezentacji rozegrał 14 października 2009 roku. Wówczas Polska w spotkaniu eliminacyjnym Mistrzostw Świata 2010 przegrała 0:1 ze Słowacją, zaś Janczyk pojawił się na boisku w 87. minucie w miejsce Pawła Brożka.

## Statystyki kariery klubowej
| Klub                      | Sezon              | Liga               | Liga  | Liga   | Puchar kraju | Puchar kraju | Puchar ligi | Puchar ligi | Europa | Europa | Inne  | Inne   | Suma  | Suma   |
| Klub                      | Sezon              | Liga               | Mecze | Bramki | Mecze        | Bramki       | Mecze       | Bramki      | Mecze  | Bramki | Mecze | Bramki | Mecze | Bramki |
| ------------------------- | ------------------ | ------------------ | ----- | ------ | ------------ | ------------ | ----------- | ----------- | ------ | ------ | ----- | ------ | ----- | ------ |
| Legia Warszawa            | 2005/06            | I liga             | 18    | 5      | 4            | 2            | –           | –           | 2      | 0      | –     | –      | 24    | 7      |
| Legia Warszawa            | 2006/07            | I liga             | 24    | 4      | 0            | 0            | 5           | 3           | 5      | 0      | –     | –      | 34    | 7      |
| CSKA Moskwa               | 2007               | Priemjer-Liga      | 10    | 1      | ?            | ?            | –           | –           | 0      | 0      | –     | –      | 10    | 1      |
| CSKA Moskwa               | 2008               | Priemjer-Liga      | 4     | 0      | ?            | ?            | –           | –           | 3      | 0      | –     | –      | 7     | 0      |
| Lokeren (wyp.)            | 2008/09            | Eerste klasse      | 13    | 5      | 0            | 0            | –           | –           | –      | –      | –     | –      | 13    | 5      |
| Lokeren (wyp.)            | 2009/10            | Eerste klasse      | 18    | 9      | 1            | 0            | –           | –           | –      | –      | –     | –      | 19    | 9      |
| Germinal Beerschot (wyp.) | 2009/10            | Eerste klasse      | 11    | 3      | 0            | 0            | –           | –           | –      | –      | 5     | 1      | 16    | 4      |
| Germinal Beerschot (wyp.) | 2010/11            | Eerste klasse      | 1     | 0      | 0            | 0            | –           | –           | –      | –      | –     | –      | 1     | 0      |
| Korona Kielce (wyp.)      | 2010/11            | Ekstraklasa        | 6     | 0      | 0            | 0            | –           | –           | –      | –      | –     | –      | 6     | 0      |
| Korona Kielce (wyp.)      | 2011/12            | Ekstraklasa        | 1     | 0      | 0            | 0            | –           | –           | –      | –      | –     | –      | 1     | 0      |
| FK Ołeksandrija (wyp.)    | 2011/12            | Premier-liha       | 3     | 0      | 1            | 0            | –           | –           | –      | –      | –     | –      | 4     | 0      |
| CSKA Moskwa               | 2011/12            | Priemjer-Liga      | 0     | 0      | 0            | 0            | –           | –           | 0      | 0      | –     | –      | 0     | 0      |
| CSKA Moskwa               | 2012/13            | Priemjer-Liga      | 0     | 0      | 0            | 0            | –           | –           | 0      | 0      | –     | –      | 0     | 0      |
| CSKA Moskwa               | 2013/14            | Priemjer-Liga      | 0     | 0      | 0            | 0            | –           | –           | 0      | 0      | –     | –      | 0     | 0      |
| Piast Gliwice             | 2014/15            | Ekstraklasa        | 3     | 0      | 2            | 2            | –           | –           | –      | –      | –     | –      | 5     | 2      |
| Sandecja Nowy Sącz        | 2015/16            | I liga             | 6     | 2      | 0            | 0            | –           | –           | –      | –      | –     | –      | 6     | 2      |
| Sandecja Nowy Sącz        | 2016/17            | I liga             | 2     | 0      | 1            | 0            | –           | –           | –      | –      | –     | –      | 3     | 0      |
| Ogólnie w karierze        | Ogólnie w karierze | Ogólnie w karierze | 120   | 29     | 9            | 4            | 5           | 3           | 10     | 0      | 5     | 1      | 149   | 37     |

## Statystyki kariery reprezentacyjnej
| Mecze w reprezentacji | Mecze w reprezentacji | Mecze w reprezentacji | Mecze w reprezentacji | Mecze w reprezentacji | Mecze w reprezentacji |
| #                     | Data                  | Miejsce               | Przeciwnik            | Rezultat              | Rozgrywki             |
| --------------------- | --------------------- | --------------------- | --------------------- | --------------------- | --------------------- |
| 1.                    | 14 grudnia 2008       | Antalya, Turcja       | Serbia                | 1:0                   | Mecz towarzyski       |
| 2.                    | 6 czerwca 2009        | Johannesburg, RPA     | Południowa Afryka     | 0:1                   | Mecz towarzyski       |
| 3.                    | 9 czerwca 2009        | Kapsztad, RPA         | Irak                  | 1:1                   | Mecz towarzyski       |
| 4.                    | 10 października 2009  | Praga, Czechy         | Czechy                | 0:2                   | El. MŚ 2010           |
| 5.                    | 14 października 2009  | Chorzów, Polska       | Słowacja              | 0:1                   | El. MŚ 2010           |

## Sukcesy
- Mistrzostwo Polski: 2005/06 z Legią Warszawa
- Puchar Rosji: 2007/08, 2008/09 z CSKA Moskwa